# Dordives
Dordives é uma comuna francesa na região administrativa do Centro, no departamento Loiret. Estende-se por uma área de 15,21 km². Em 2010 a comuna tinha 3 323 habitantes (densidade: 218,5 hab./km²).